# Denis Jeambar
Denis Jeambar, né à Valréas (Vaucluse) le 14 janvier 1948, est un journaliste et écrivain français.

## Biographie
Diplômé de Sciences Po (promotion 1970), Denis Jeambar commence sa carrière dans la presse écrite à l'hebdomadaire Paris Match en 1970, puis il est recruté, en 1972, par l'équipe fondatrice du Point (dont le directeur est Claude Imbert). Il travaille successivement dans le service Ville-Environnement, puis comme rédacteur en chef des mensuels rattachés au Point (Vie Publique, Musique). En 1981, il est nommé chef du service politique de l'hebdomadaire puis, en 1988, directeur de la rédaction, rédacteur en chef du service politique et conjointement du service culture.
Il quitte Le Point au mois de juillet 1995 pour prendre la direction générale d'Europe 1, poste qu'il occupe quelques mois avant de prendre, en 1996, la succession de Christine Ockrent à la direction de L'Express. Il est nommé en 2001 président du directoire du groupe Express-Expansion.
Selon Guillaume Weill-Raynal, Denis Jeambar, avec Daniel Leconte, a joué un rôle important dans le "montage" de la controverse sur l'Affaire Mohamed al-Durah.
Denis Jeambar est l'auteur de plusieurs livres, allant de l'essai sur le musicien George Gershwin au roman, en passant par des ouvrages politiques, parfois écrits en collaboration avec des personnalités comme Jean-Marc Lech, José Frèches, Yves Roucaute ou Claude Allègre, Jacqueline Rémy.
En août 2006, Denis Jeambar quitte le groupe Express-Expansion (désormais propriété du groupe belge Roularta à qui le groupe Dassault l'a cédé) pour donner une nouvelle direction à sa carrière. Il prend à l'automne 2006 la présidence des éditions du Seuil qu'il quitte en janvier 2010. En décembre 2007 il a été élu président du conseil d'administration de l'Institut pratique de journalisme. En 2009, il participe à la rénovation du magazine VSD.
Il participe également régulièrement comme chroniqueur à l'émission Politique Matin sur LCP Assemblée nationale[Quand ?].

## Engagements
Il est idéologiquement proche du néoconservatisme selon le site La République des Lettres, pour qui Denis Jeambar a exprimé dans l’Express « l'opinion de la droite néo-conservatrice, sioniste et atlantiste, proche des idées incarnées par Nicolas Sarkozy », et selon René-Éric Dagorn, qui note sa proximité idéologique avec Samuel Huntington, auteur du Choc des civilisations : d'après lui, Denis Jeambar et Alain Louyot ont publié un article paru dans l’Express du 13 septembre 2001 dans lequel « tous leurs arguments renvoient à Huntington [...] ».
Il critique le gouvernement de Lionel Jospin au début des années 2000, lui reprochant de ne pas mener les réformes nécessaires, et appelle les dirigeants politiques français de droite et de gauche à se moderniser autour d'un « libéralisme assumé », citant l'exemple de José María Aznar en Espagne et de Tony Blair au Royaume-Uni.
Il préside le Prix Jules Rimet dont l'objectif est "de perpétuer la mémoire du créateur du Red Star FC et de rendre grâce à sa volonté d'utiliser le sport comme un moyen de s'ouvrir à la culture".
Il est membre du club Le Siècle.

## Ouvrages
- Sur la route de Flagstaff, éditions Stock, 1980
- George Gershwin, éditions Mazarine, 1982
- Le PC dans la maison, éditions Calmann-Lévy, 1984
- Dieu s'amuse, éditions Robert Laffont, 1985
- Éloge de la trahison : de l'art de gouverner par le reniement en collaboration avec Yves Roucaute, éditions du Seuil, 1988
- Le poisson pourrit par la tête, avec José Frèches, éditions du Seuil, 1992
- Le self-service électoral, avec Jean-Marc Lech, éditions Flammarion, 1993
- Le jour ou la girafe s'est assise, éditions Arléa, 1994
- La Grande Lessive : anarchie et corruption (en collaboration avec Jean-Marc Lech), éditions Flammarion, 1995
- L'inconnu de Goa, éditions Grasset, 1996
- Questions de France, éditions Fayard, 1996
- Un secret d'état, éditions Odile Jacob, 1997
- Les dictateurs à penser et autres donneurs de leçon, éditions du Seuil, 2004
- Accusé Chirac, levez-vous !, éditions du Seuil, 2005
- Le défi du monde avec Claude Allègre, éditions Fayard, 2006
- Nos enfants nous haïront avec Jacqueline Rémy, éditions du Seuil, 2006
- Chroniques des années 70 avec André Perlstein (photographies), éditions du Seuil, 2010
- Portraits crachés, Éditions Flammarion, 2011
- Ne vous représentez pas, Lettre ouverte à Nicolas Sarkozy, Éditions Flammarion, 2011
- Dark nights, éditions Calmann-Lévy, 2014
- Où cours-tu William…, éditions Calmann-Lévy, 2017